# Here and Now
Here and Now je sedmé studiové album kanadské skupiny Nickelback. Bylo vydáno 21. listopadu 2011. Skupina oznámila vydání prvních dvou singlů a alba 7. září. Singly When We Stand Together a Bottoms Up byly vydány 26. září 2011. Na obalu alba jsou parní hodiny z Gastownu, na kterých je nastaven čas na 11:21, což je datum vydání alba.

## Seznam skladeb
1. This Means War
2. Bottoms Up
3. When We Stand Together
4. Midnight Queen
5. Gotta Get Me Some
6. Lullaby
7. Kiss It Goodbye
8. Trying Not To Love You
9. Holding On To Heaven
10. Everything I Wanna Do
11. Don't Ever Let It End